# Жанти, Ян
Ян Жанти (фр. Yann Genty; род. 26 декабря 1981) — французский гандболист.

## Карьера
Ян Жанти начал заниматься гандболом в клубе «Сен-Гратьен» в возрасте четырёх с половиной лет. В подростковом возрасте, играя на позиции левого или правого нападающего, был вынужден переквалифицироваться на позицию голкипера, ведь основной вратарь команды Эрик Буасс решил продолжить спортивную карьеру в фехтовании (впоследствии он стал олимпийским чемпионом).
В 2019 году дебютировал в сборной. Он представлял Францию на чемпионате Европы в 2020 году (14-е место) и на чемпионате мира 2021 года.

## Достижения
Клубные
- Чемпион Франции (2): 2021, 2022
- Обладатель Кубка Франции (3): 2019, 2021, 2022

Индивидуальные
- Лучший вратарь чемпионата Франции (2): 2015, 2019